# Joop Snippe
Joop Snippe (16 december 1957) is een Nederlands voormalig voetballer, die onder contract stond bij PEC Zwolle en SC Amersfoort. Hij speelde als verdediger.

## Carrièrestatistieken
| Seizoen         | Club            | Land            | Competitie      | Competitie | Competitie | Beker | Beker | Internationaal | Internationaal | Overig | Overig | Totaal | Totaal |
| Seizoen         | Club            | Land            | Competitie      | Wed.       | Dlp.       | Wed.  | Dlp.  | Wed.           | Dlp.           | Wed.   | Dlp.   | Wed.   | Dlp.   |
| --------------- | --------------- | --------------- | --------------- | ---------- | ---------- | ----- | ----- | -------------- | -------------- | ------ | ------ | ------ | ------ |
| 1977/78         | PEC Zwolle      | Nederland       | Eerste divisie  | 1          | 0          | 0     | 0     | 0              | 0              | 0      | 0      | 1      | 0      |
| 1978/79         | SC Amersfoort   | Nederland       | Eerste divisie  | 32         | 1          | 0     | 0     | 0              | 0              | 0      | 0      | 32     | 1      |
| 1979/80         | SC Amersfoort   | Nederland       | Eerste divisie  | 28         | 0          | 0     | 0     | 0              | 0              | 0      | 0      | 28     | 0      |
| Carrière totaal | Carrière totaal | Carrière totaal | Carrière totaal | 61         | 1          | 0     | 0     | 0              | 0              | 0      | 0      | 61     | 1      |

## Erelijst

### MetPEC Zwolle
| Nationaal               |    |         |
| Kampioen Eerste Divisie | 1x | 1977/78 |